# Blanche Derval
Pour les articles homonymes, voir Derval.
Blanche Derval, née Eugénie Marie Pasquier le 17 mai 1885 à Nantes et morte le 22 août 1973 à Bruxelles, est une comédienne française de théâtre et de cinéma.

## Biographie
Fille de Jean Baptiste Joseph Marie Pasquier, tôlier, et d’Élise Marie Payancet, lingère, son épouse, Eugénie Marie Pasquier naît à Nantes en 1885.
Elle apparaît au cinéma, sous le nom de Blanche Derval, dans Le Diamant noir (1913), le court-métrage Le Baiser de l'empereur (1913), La Fille de Delft d'Alfred Machin (1914) et Ziska la danseuse espionne d'Henri Andréani (1922).
Elle a également joué au théâtre des Deux-Masques jusqu'en 1922. C'est dans ce théâtre que l'écrivain André Breton l'a remarquée, alors jouait le rôle principal du drame Les Détraquées de Pierre Palau. Dans son récit Nadja, Breton rend compte de la forte impression de cette pièce et de la comédienne qu'il est allé voir « sur la foi que la pièce […] ne pouvait être mauvaise, tant la critique se montrait acharnée contre elle, allant jusqu'à réclamer l'interdiction ».  Ce même livre reproduit un portrait de Blanche Derval réalisé par le photographe Henri Manuel.
En 1927, elle joue dans la tournée Charles Baret. À la fin des années 1930, elle fonde à Lausanne une école d'art dramatique qui comptera parmi ses élèves l'acteur Jean-Marc Bory. Enfin, en 1944 et 1959, elle joue dans La Fournaise de Jacques Aeschlimann. 
Elle meurt en 1973 à Bruxelles.

## Filmographie
- 1913 : Le Diamant noir d'Alfred Machin
- 1913 : Le Baiser de l'empereur d'Alfred Machin
- 1914 : La Fille de Delft d'Alfred Machin
- 1922 : Ziska, la danseuse espionne d'Henri Andréani

## Théâtre
- 1922 : Les Détraquées de Pierre Palau, Théâtre des Deux Masques
- 1922 : La Peur de Pierre Palau, Théâtre des Deux Masques